# Kinloss
Kinloss, schottisch-gälisch: Cinn Lois, ist eine Ortschaft in der schottischen Council Area Moray. Sie liegt im Nordosten der Council Area an der Mündung des Kinloss Burns in die Findhorn Bay, einer Nebenbucht des Moray Firths. Fünf Kilometer südwestlich befindet sich die Ortschaft Forres, während Elgin 15 Kilometer östlich gelegen ist.

## Geschichte
Im Jahre 1150 stiftete der schottische König David I. das heute noch als Ruine erhaltene Zisterzienserkloster Kinloss Abbey. Im Zuge der Säkularisierung kirchlicher Güter wurden die Ländereien 1587 dem schottischen Kronbesitz zugeschlagen. 1601 erhielt Edward Bruce eine königliche Charta zur Einrichtung eines Baronats Kinloss. Vier Jahre später wurde er zum Lord Kinloss erhoben. 1634 wurde Kinloss an den Clan Brodie veräußert. Steinmaterial des Klosters wurde abgetragen und zum Bau, unter anderem von Inverness Castle, weiterverwendet.
Im Jahre 1809 wurde das nahegelegene Herrenhaus Grange Hall fertiggestellt. 1939 wurde der Militärflugplatz RAF Kinloss errichtet, dessen Einrichtungen heute als Kinloss Barracks betrieben werden.

## Verkehr
Rund einen Kilometer südlich verläuft die von Aberdeen nach Inverness verlaufende A96. Im nahegelegenen Forres ist des Weiteren die nach Dava führende A940 erreichbar.
Im Jahre 1858 erhielt Kinloss einen eigenen Bahnhof entlang der Inverness and Aberdeen Junction Railway. Im Mai 1965 wurde der Passagier-, im November des Folgejahres auch der Güterbetrieb eingestellt. Der Flughafen Inverness befindet sich rund 30 Kilometer westlich.